# Исторический музей Южного Урала
Государственный исторический музей Южного Урала — музей истории Челябинской области. Открыт в 1923 году. До 2016 года — Челябинский государственный краеведческий музей.

## История

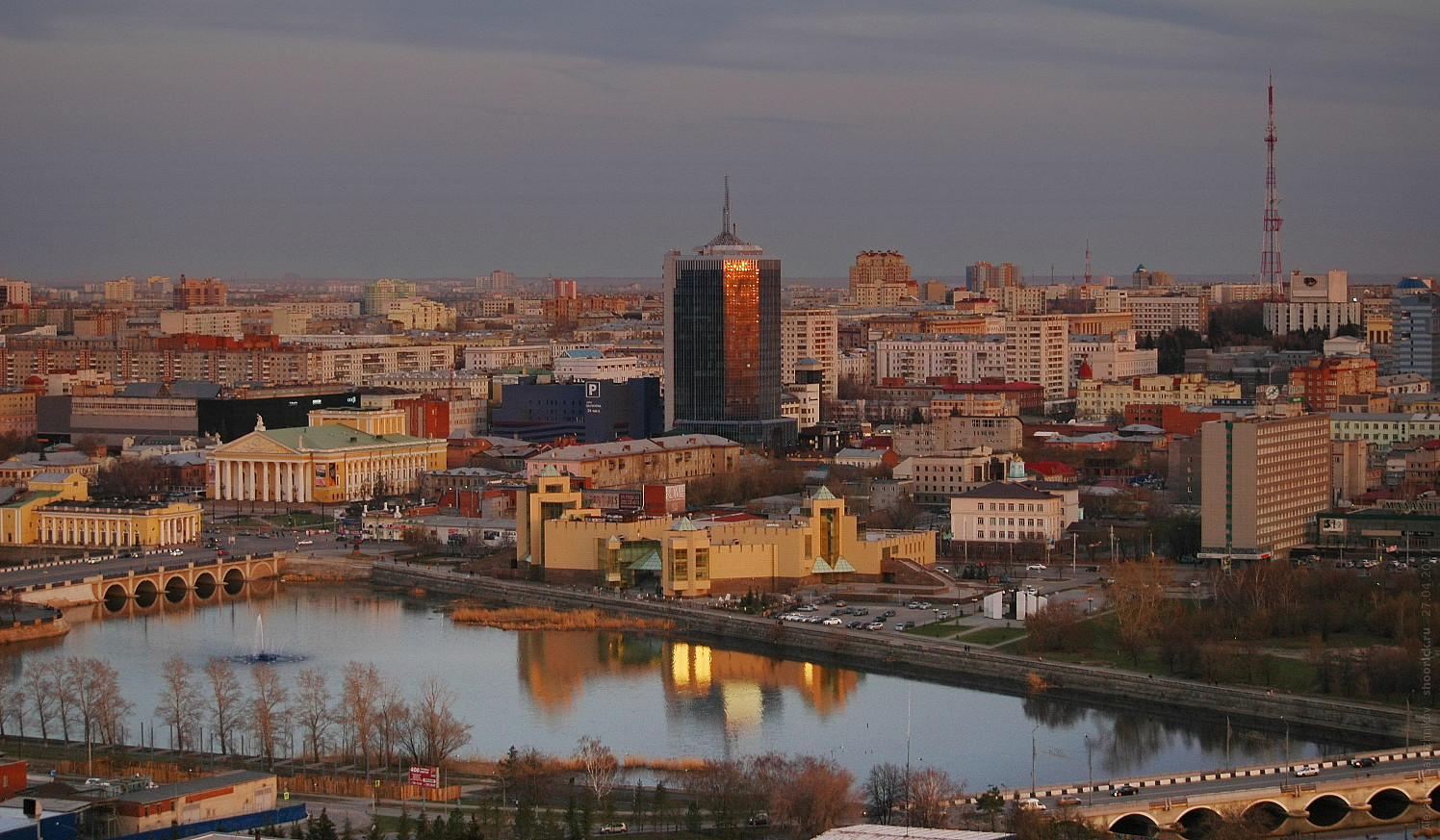
Вид с левого берега реки Миасс

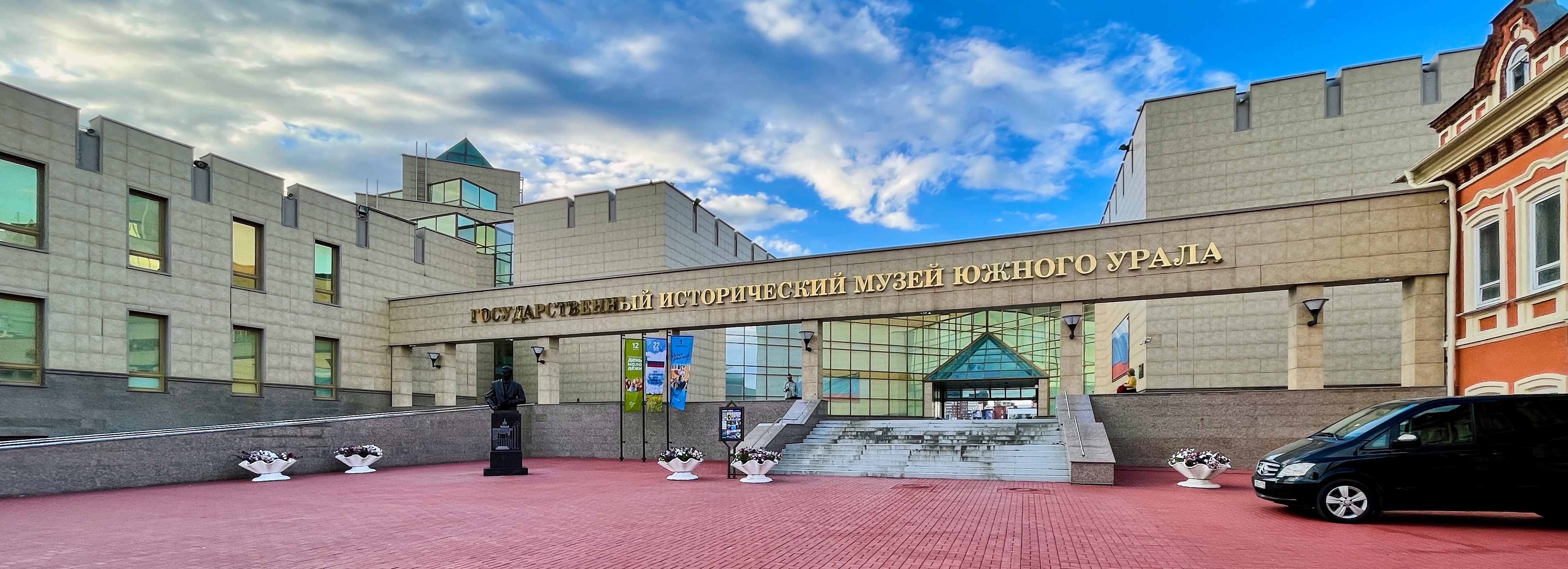
Вход со стороны улицы Труда

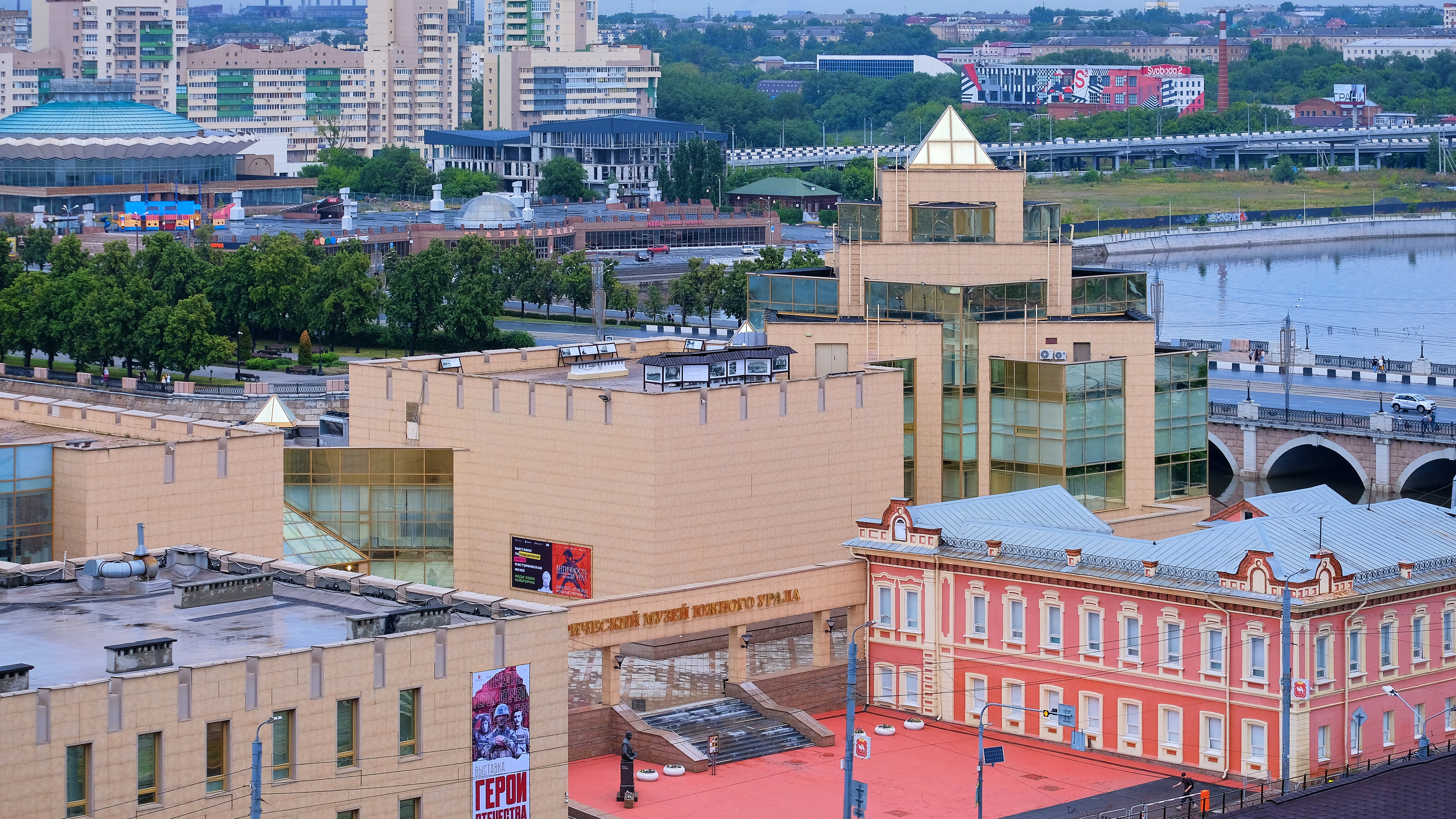
Вид с высоты

В 1913 году группа энтузиастов во главе с Ипполитом Крашенинниковым начала сбор коллекций для музея. Эта работа, прерывавшаяся на Гражданскую войну, привела к тому, что к осени 1922 года было собрано достаточное количество материалов. Президиум губисполкома 24 октября 1922 года предоставил для музея помещение бывшего жилого дома братьев Яушевых на улице Труда. Торжественное открытие Музея местного края местного края состоялось 1 июля 1923 года. При этом формирование коллекции началось ещё в 1918 году. К этому же году относится начало музейной деятельности Ивана Горохова (1884—1970) — первого директора краеведческого музея, проработавшего более 40 лет.
С 1929 по 1933 годы музей неоднократно переезжал. В ноябре 1929 года — в здание бывшей Свято-Троицкой церкви, в 1931 году — в Христорождественский собор, а в 1932 году — обратно, где и находился до 1989 года, когда церковь вернули верующим. С 1989 года экспозиция Челябинского областного краеведческого музея размещалась на первом этаже жилого здания на проспекте Ленина, фонды находились в помещении на улице Каслинской. С началом войны музей был закрыт, а его помещения переданы в ведение НКВД, и до конца лета 1944 года в этом здании размещались эвакуированные архивы и проживали семьи сотрудников НКВД.
Без помещений музейная работа почти замерла: лишь Горохов продолжал изучать минералы и растительность Южного Урала. В 1945 году, после ремонта здания, музей возобновил свою работу.
В 1957 году Горохов ушёл с поста директора музея, но до 1960 года продолжал работать хранителем фонда. После него музеем руководили: П. В. Мещеряков (1957—1960), Д. И. Ткалич (1960—1961), Я. В. Трофимов (1961—1964), Н. П. Казанцева (1964—1977), Н. С. Алексеевских (1977—1982), В. П. Васильев (1983—1986), Н. А. Ваганова (1986), А. Г. Савченко (1982, 1986—2004), Владимир Богдановский (2004—2024). С 2024 года музей возглавляет Полина Глинских.
29 июня 2006 года состоялось открытие нового здания Челябинского государственного краеведческого музея. Техническое оснащение музея современно во всех отношениях: в залах установлено современное мультимедийное оборудование. Условия хранения и экспонирования соответствуют требованиям ведущих музеев.
В музее выставлен крупнейший из найденных осколков упавшего в 2013 году Челябинского метеорита, весом в полтонны.
В 2016 году Челябинский государственный краеведческий музей был переименован в Государственный исторический музей Южного Урала. Переименовать предложили сотрудники регионального министерства культуры по совету коллег из московского Государственного исторического музея. Смена имиджа поможет привлечь к сотрудничеству специалистов из других городов и стран, а также получить дополнительное спонсорство от государства.
Музей поддержал войну с Украиной вывесив на фасаде баннер с буквой «Z».

## Современность
Фонд составляет более 250 тыс. единиц хранения.
Постоянные экспозиции:
- Зал природы и древней истории
- Зал истории и народного быта
- Зал истории XX века

В музее имеются старинные фотографии, картины XVIII—XX веков, старые документы и редкие книги, предметы быта и одежда русских, кочевников и татаро-башкирских племён, художественное литьё, златоустовская гравюра, старинные монеты, минералогические коллекции, кости вымерших животных и чучела существующих.
Хранящиеся здесь археологические находки, найденные на Южном Урале, датируются от эпохи энеолита до раннего средневековья.

## Награды
В 2007 году Челябинский музей был признан лучшим среди музеев России на конкурсе «Музей года. Евразия». Также в 2007 году по результатам соцопроса среди жителей Челябинска музей был признан лучшим учреждением культуры города.

Экспозиции музея
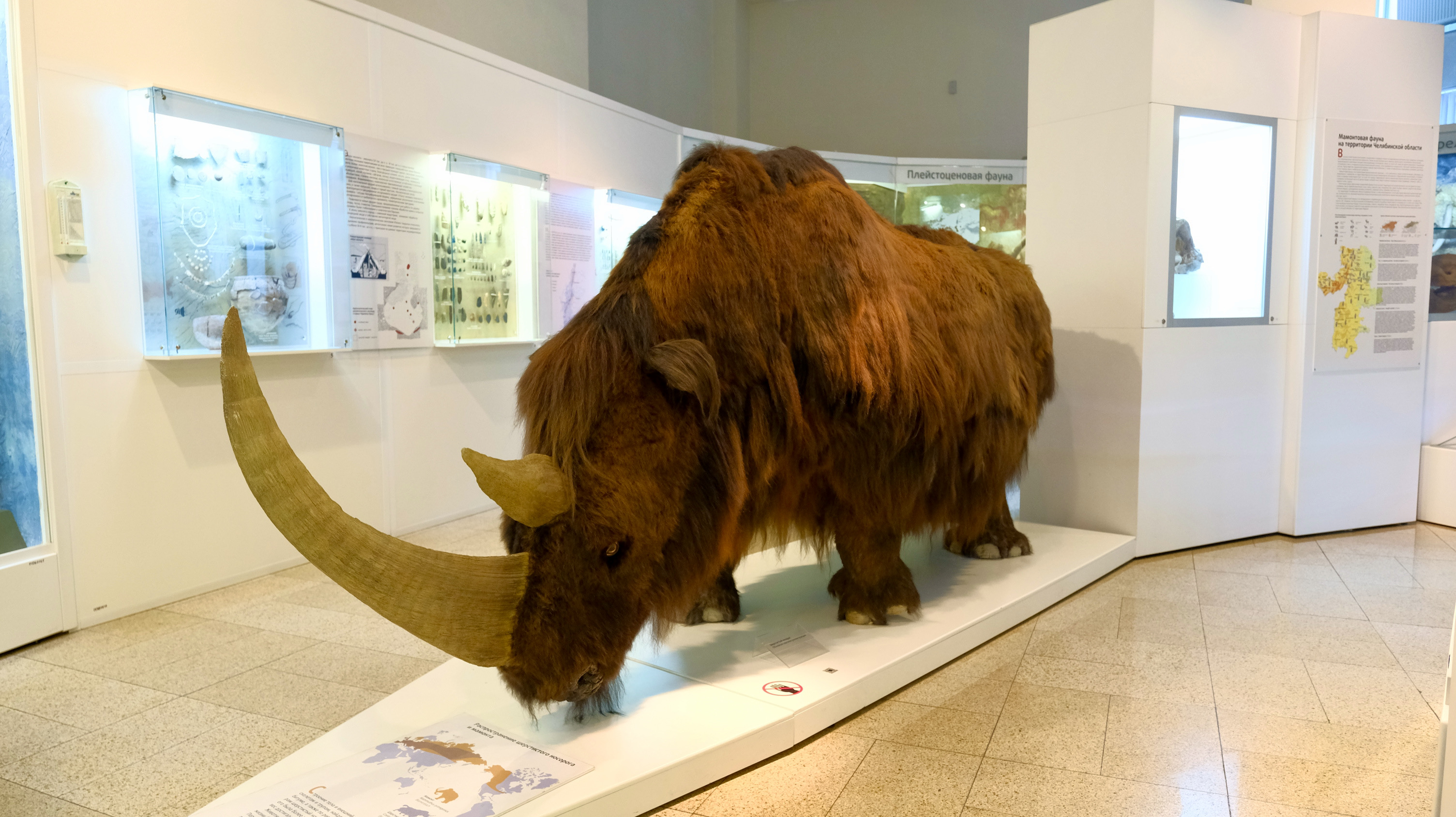
Реконструкция шерстистого носорога
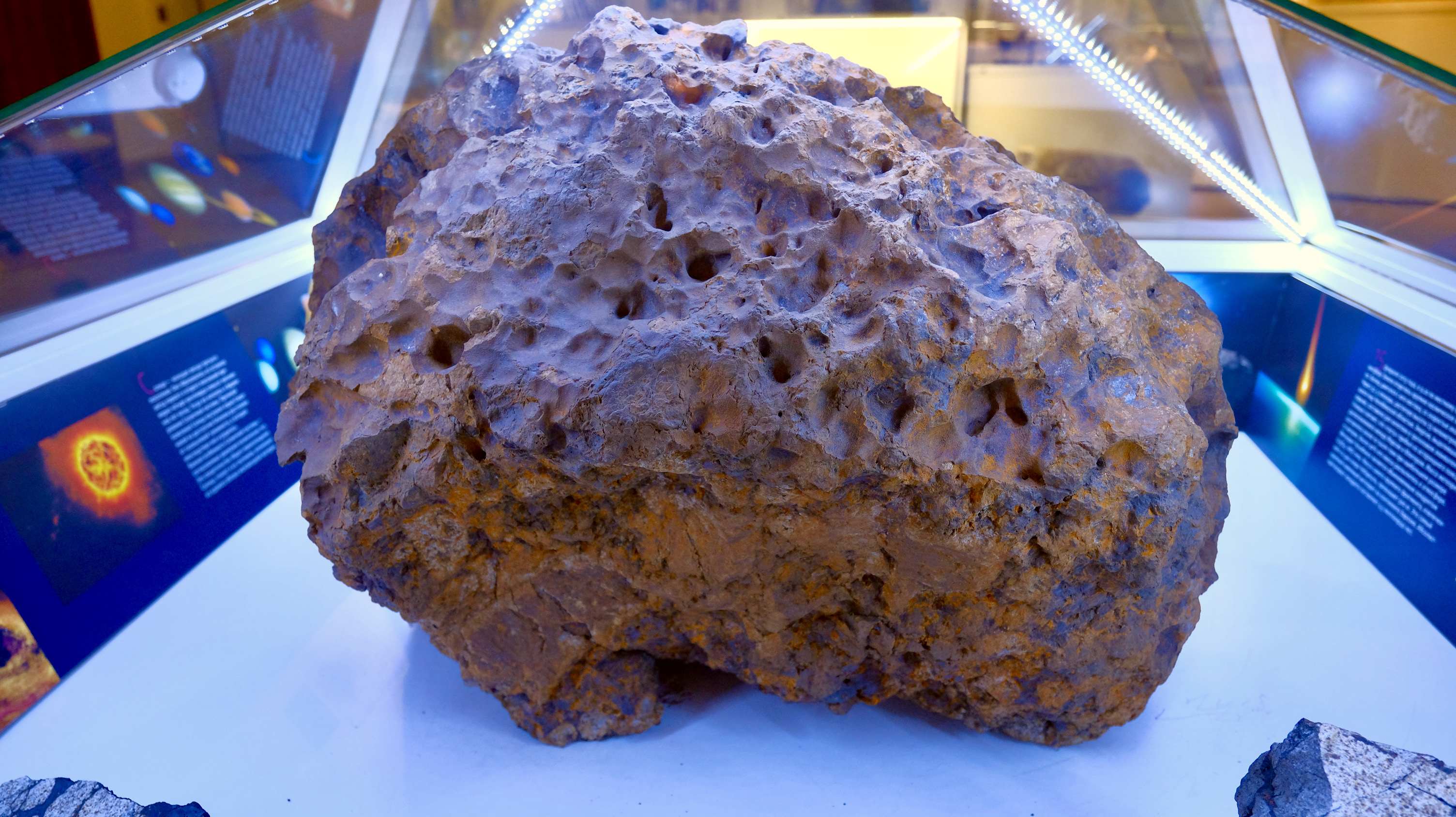
Фрагмент метеорита Челябинск
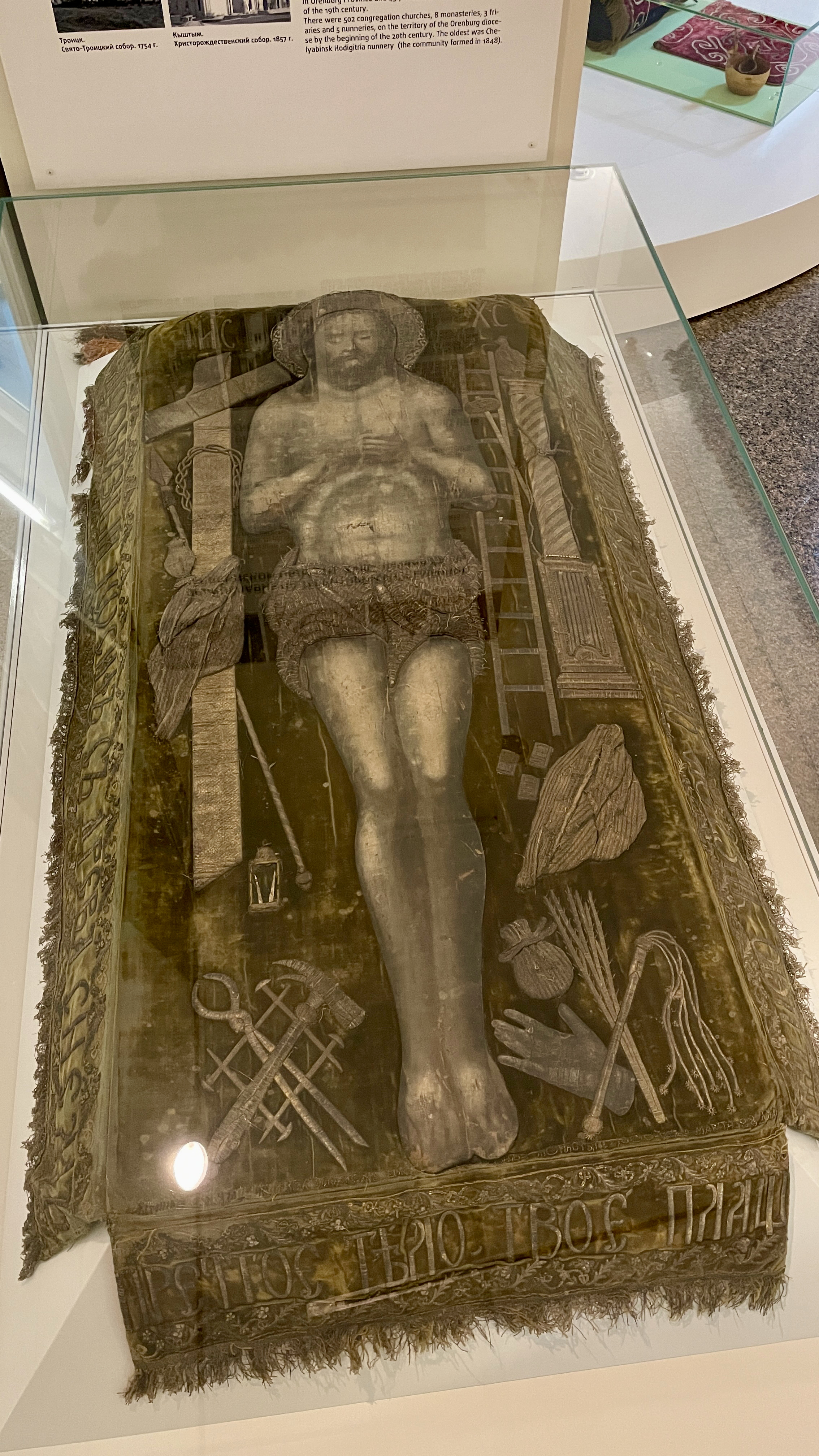
Плащаница с изображением Иисуса Христа
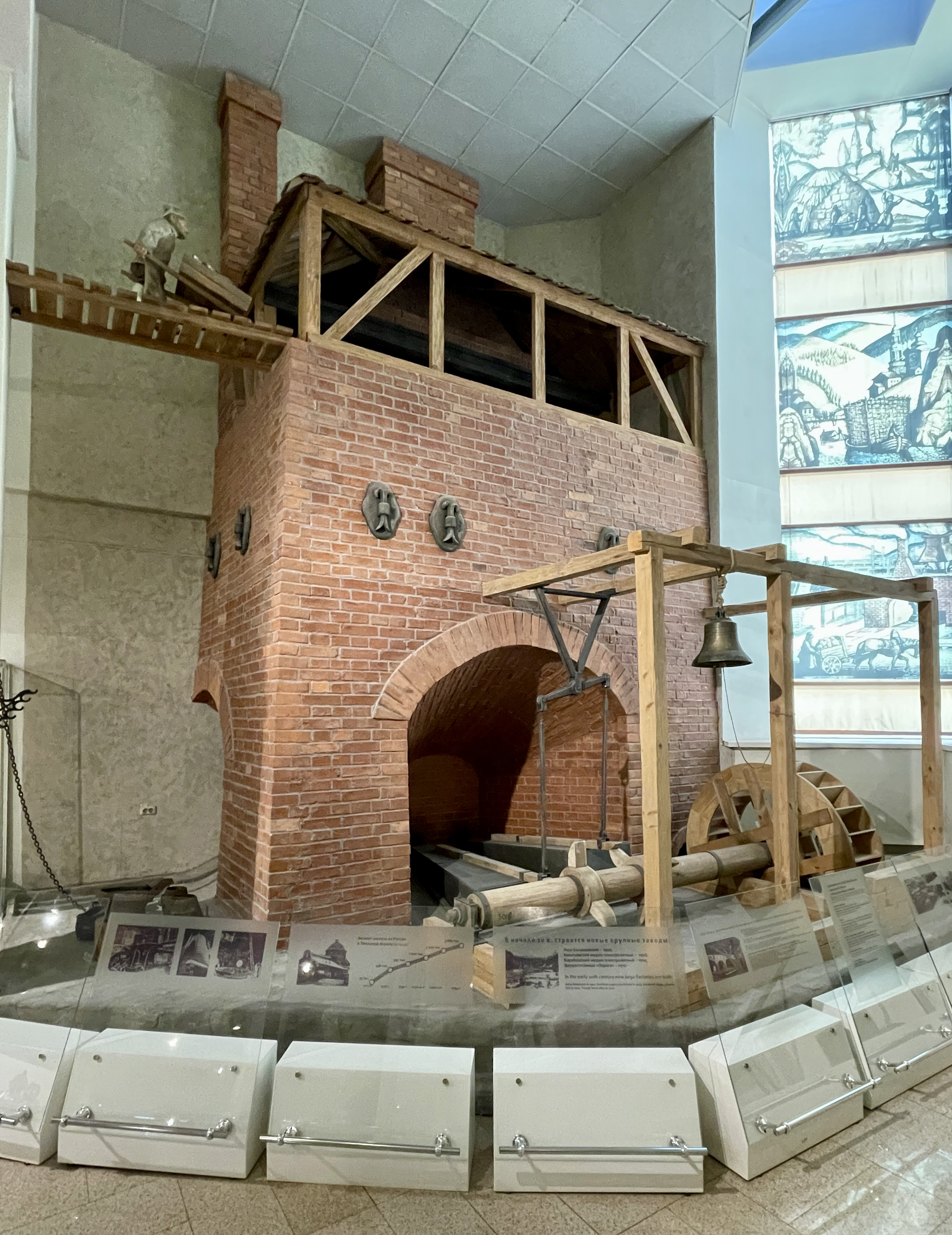
Макет доменной печи
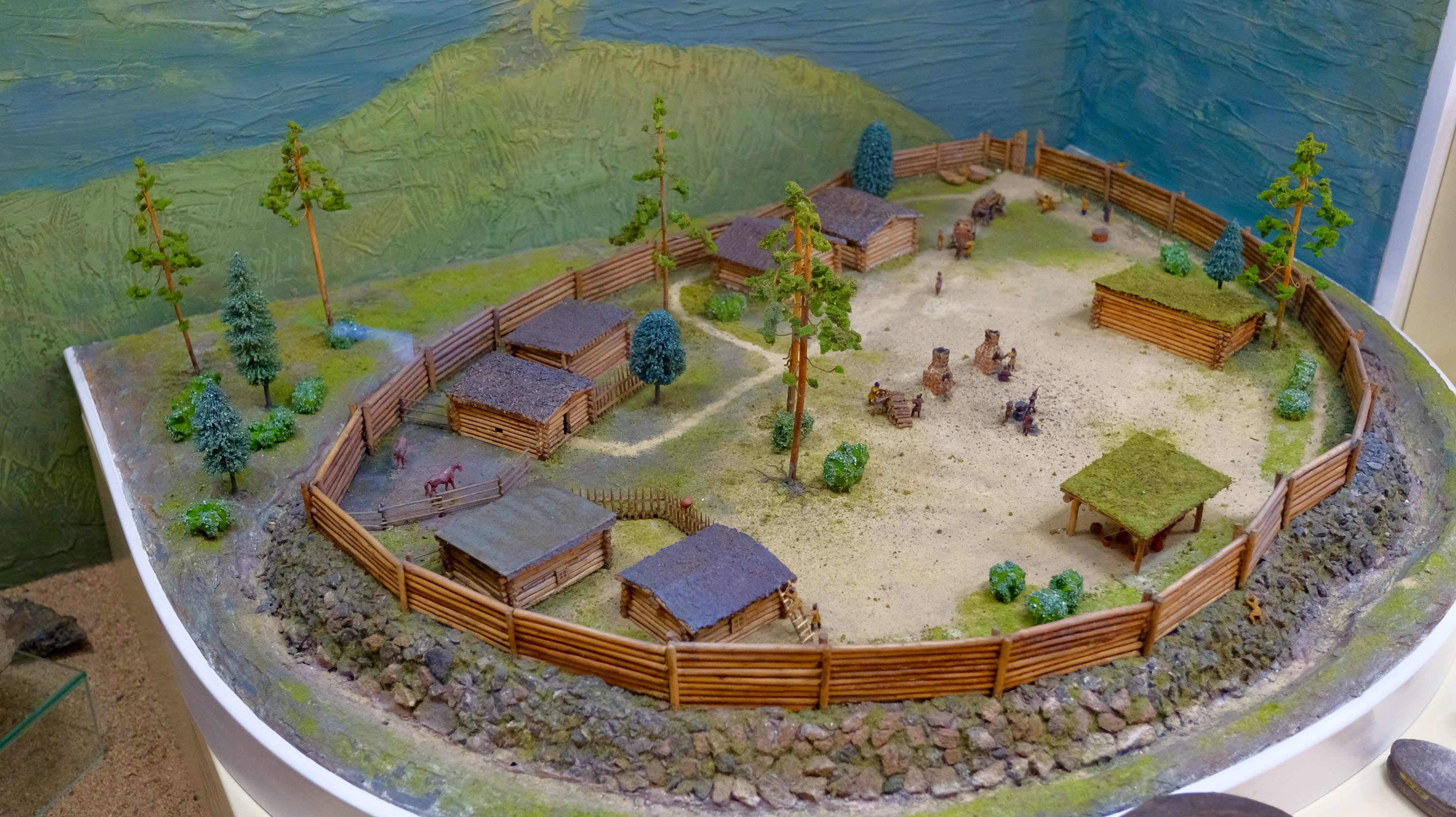
Макет городища Иртяшское-II
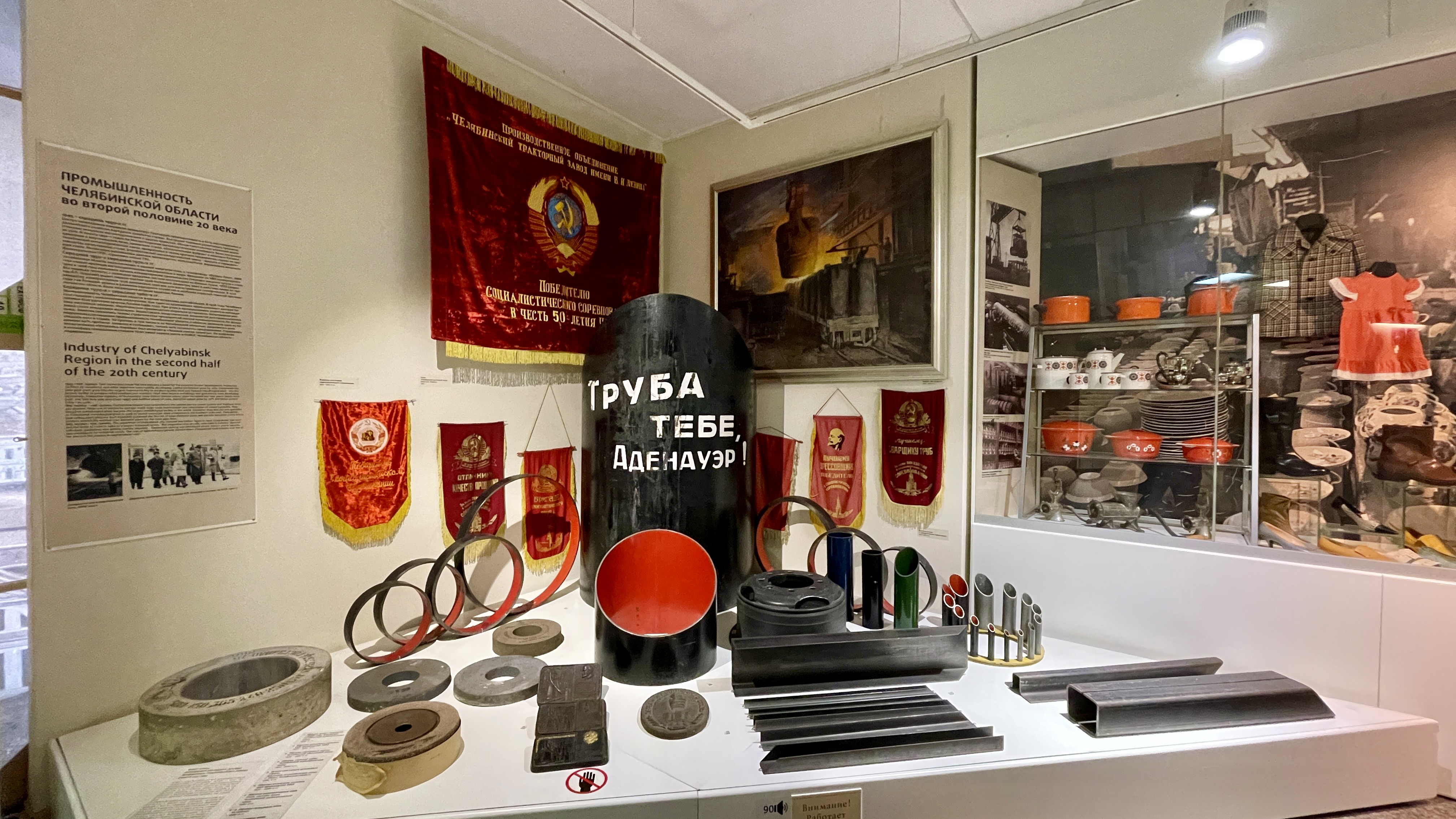
Продукция предприятий Челябинской области